# Вега-де-Гранада

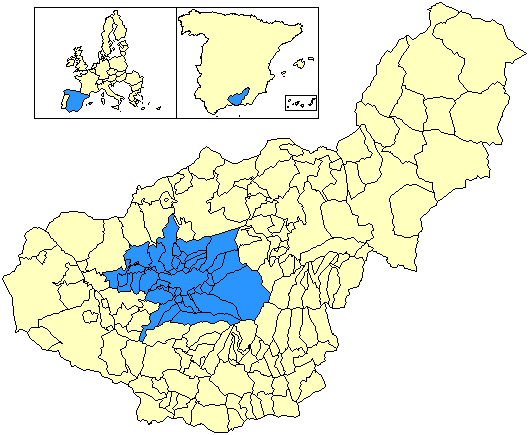
Вега-де-Гранада

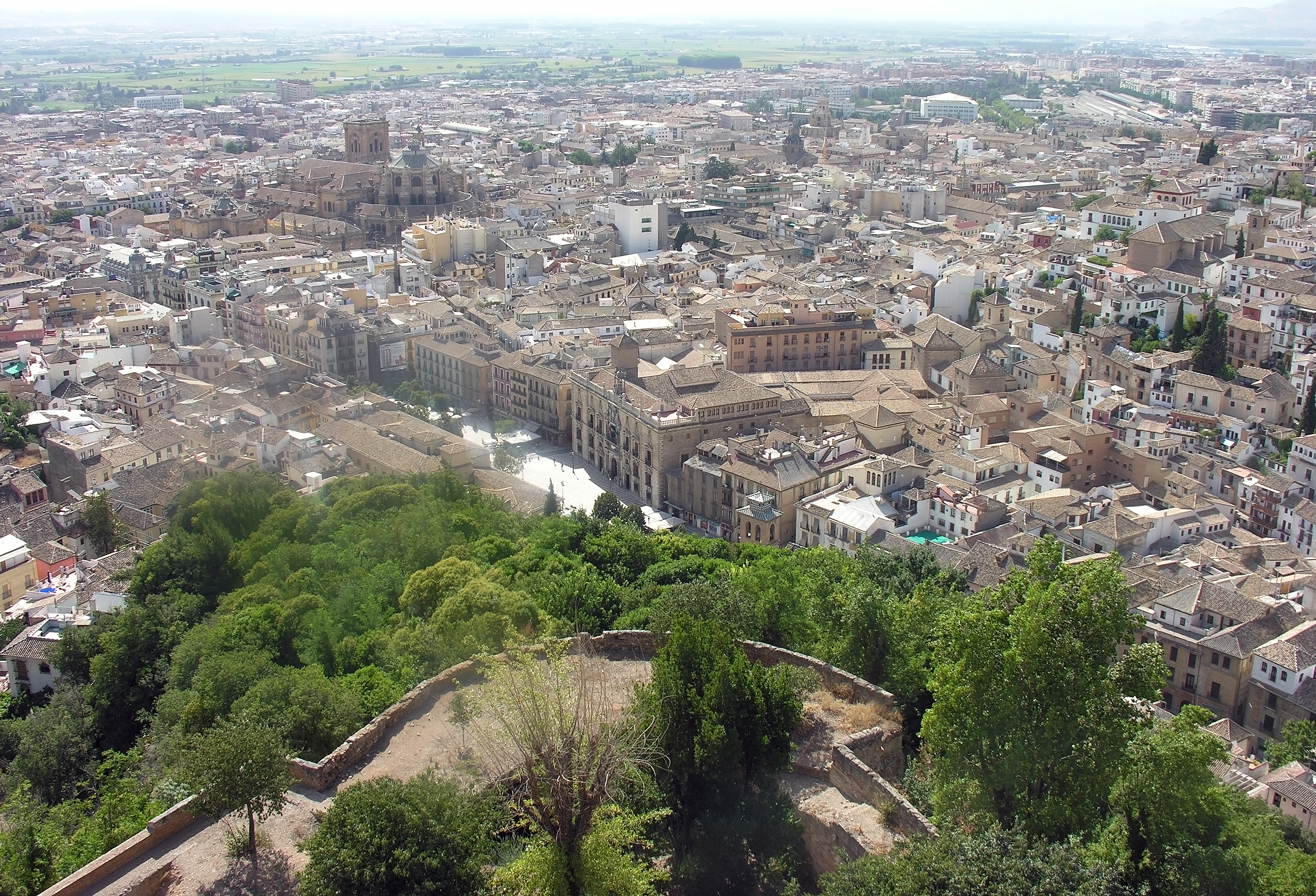
Гранада

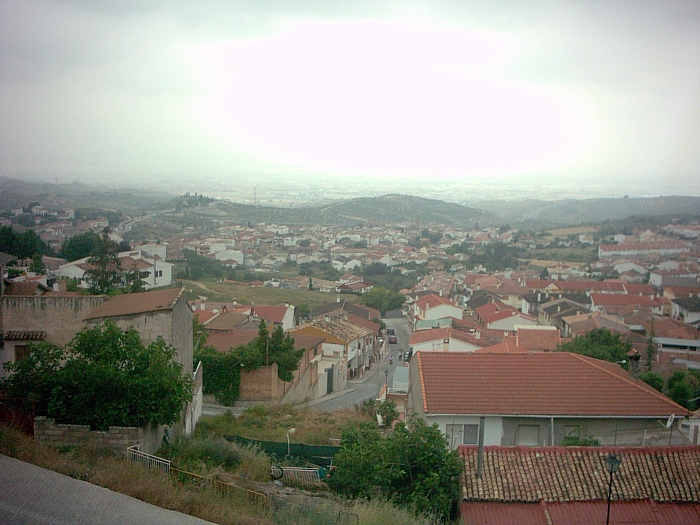
Альфакар

Вега-де-Гранада (исп. Vega de Granada)  — район (комарка) в Испании, входит в провинцию Гранада в составе автономного сообщества Андалусия.

## Муниципалитеты
1. Альболоте
2. Альфакар
3. Альхендин
4. Армилья
5. Атарфе
6. Беас-де-Гранада
7. Кахар
8. Каликасас
9. Сенес-де-ла-Вега
10. Чаучина
11. Чурриана-де-ла-Вега
12. Сихуэла
13. Когольос-де-ла-Вега
14. Кульяр-Вега
15. Дилар
16. Дудар
17. Фуэнте-Вакерос
18. Лас-Габиас
19. Гохар
20. Гранада
21. Гуэхар-Сьерра
22. Гуэвехар
23. Уэтор-де-Сантильян
24. Уэтор-Вега
25. Хун
26. Лачар
27. Марасена
28. Моначиль
29. Нивар
30. Охихарес
31. Отура
32. Пелигрос
33. Пинос-Хениль
34. Пинос-Пуэнте
35. Пулианас
36. Кентар
37. Санта-Фе (Гранада)
38. Вегас-дель-Хениль
39. Виснар
40. Ла-Субиа